# Decipher
Decipher es el segundo álbum de estudio de la banda de metal gótico, After Forever. Este álbum cuenta con doce canciones de corte bastante melódico y con las voces soprano en alto estado de evolución, resulta un gran álbum para el movimiento de metal gótico, ya que cuenta con temas líricos acordes, además de una elaborada música, combinación de fuerza, guturales y la hermosa voz de la soprano. Este es el último álbum donde participa Mark Jansen antes de retirarse de la banda por diferencias creativas con el resto de los miembros.

## Lista de canciones
1. Ex Cathedra: Ouverture - 2:02
2. Monolith of Doubt – 3:32
3. My Pledge of Allegiance #1: The Sealed Fate – 6:24
4. Emphasis – 4:20
5. Intrinsic – 6:44
6. Zenith – 4:21
7. Estranged – 6:56
8. Imperfect Tenses – 4:07
9. My Pledge of Allegiance #2: The Tempted Fate - 5:07
10. The Key – 4:48
11. Forlorn Hope – 6:25

Bonustack (solo en la edición limitada)
1. My Pledge Of Allegiance #1: The Sealed Fate (Live) - 6:28
2. Forlorn Hope (Live) - 6:22

## Miembros
- Floor Jansen - Voz
- Mark Jansen - Guitarra, voces guturales
- Sander Gommans - Guitarra
- Luuk van Gerven - Bajo
- Lando van Gils - Piano & Synths
- Andre Borgman - Batería

- Datos: Q597437